# Milan Uhde

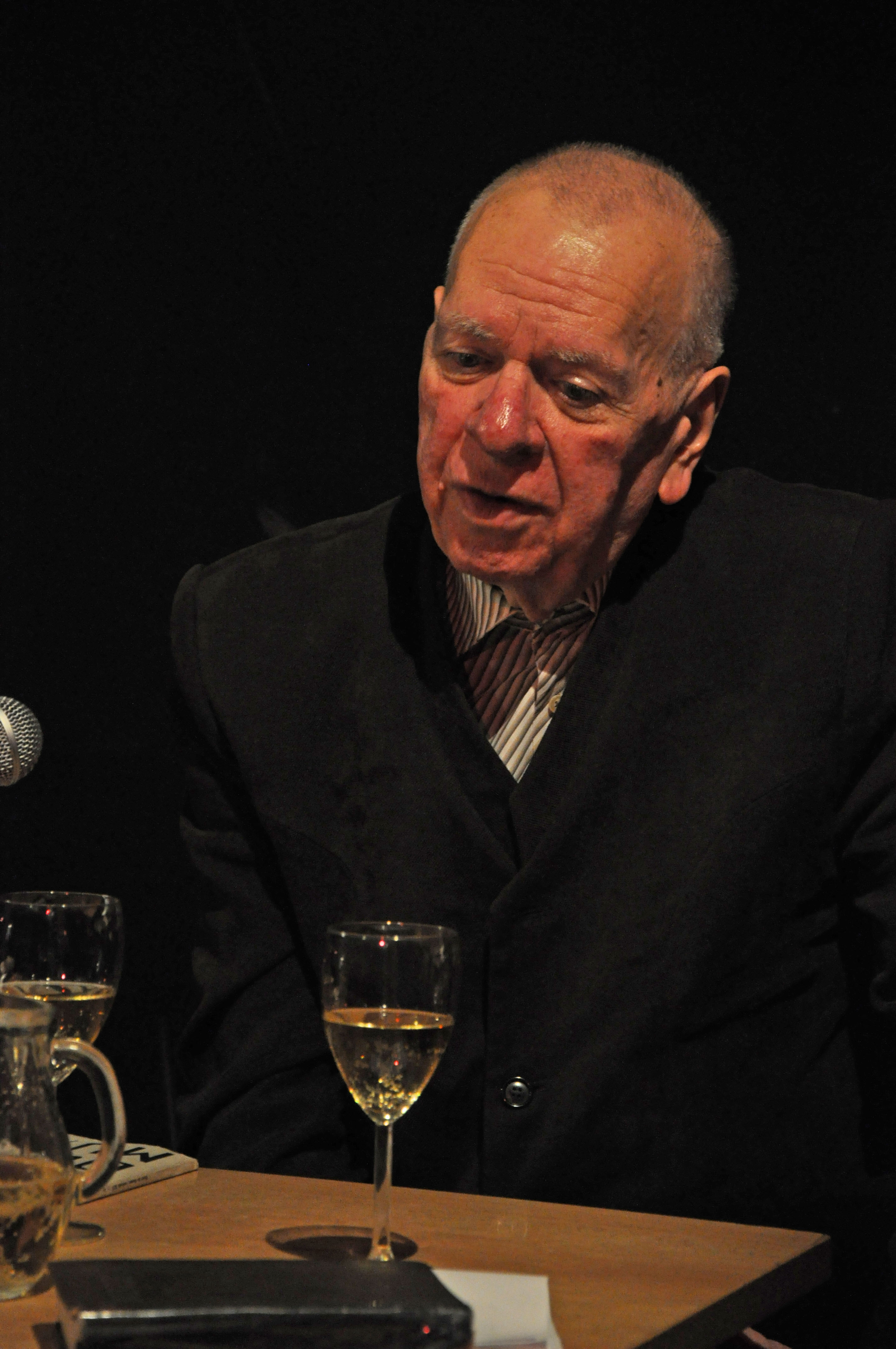
Milan Uhde (2009)

Milan Uhde (* 28. Juli 1936 in Brünn) ist ein tschechischer Schriftsteller und Politiker.

## Leben
Milan Uhde wuchs in Brünn auf und studierte dort Russisch und Tschechisch. Bis zu ihrer Auflösung 1970 war er Redakteur der Kulturrevue Host do domu, danach arbeitete er als freier Schriftsteller. 1972 bekam er Publikationsverbot. 1977 unterzeichnete er die Charta 77.
Nach der Samtenen Revolution wurde er 1990 Kulturminister der Tschechoslowakei, 1992 Parlamentspräsident im tschechischen Parlament und 1996 Fraktionsvorsitzender der ODS. Nach der Spaltung der ODS wechselte er 1997 zur Unie svobody – Demokratická unie (Freiheitsunion). Seit 1998 ist er wieder parteilos und freier Schriftsteller.
Milan Uhde schrieb Gedichte, Erzählungen, Drehbücher, Theaterstücke, Hörspiele und Essays.

## Mitgliedschaften
- Obec spisovatelů (Tschechischer Schriftstellerverband)

## Werke
Auf Deutsch erschienen:
- das satirische Theaterstück König-Bauron. Nonstop-Nonsens (Král-Vávra: nonstop-nonsens, 1965). In der Anthologie: Gartenfest: Dramen von Havel, Klíma, Kohout, Topol, Uhde. Deutsche Verlagsanstalt DVA, München 2000, ISBN 978-3-421-05416-6
- die absurde Komödie Wunder im schwarzen Haus (Zázrak v černém domě, 2004). In der Anthologie: Von Tieren und Menschen: Neue Theaterstücke aus Tschechien. Theater der Zeit, Berlin 2018, ISBN 978-3-95749-153-4
- die absurde historische Komödie Die Verkündigung, oder Friedrich, du bist ein Engel (Zvěstování aneb Bedřichu, jsi anděl, 1986) über Karl Marx und Friedrich Engels wurde 1993 in Wuppertal[1] und 2003 am Theater Brett in Wien[2] auf Deutsch aufgeführt.